# Melvin Mora

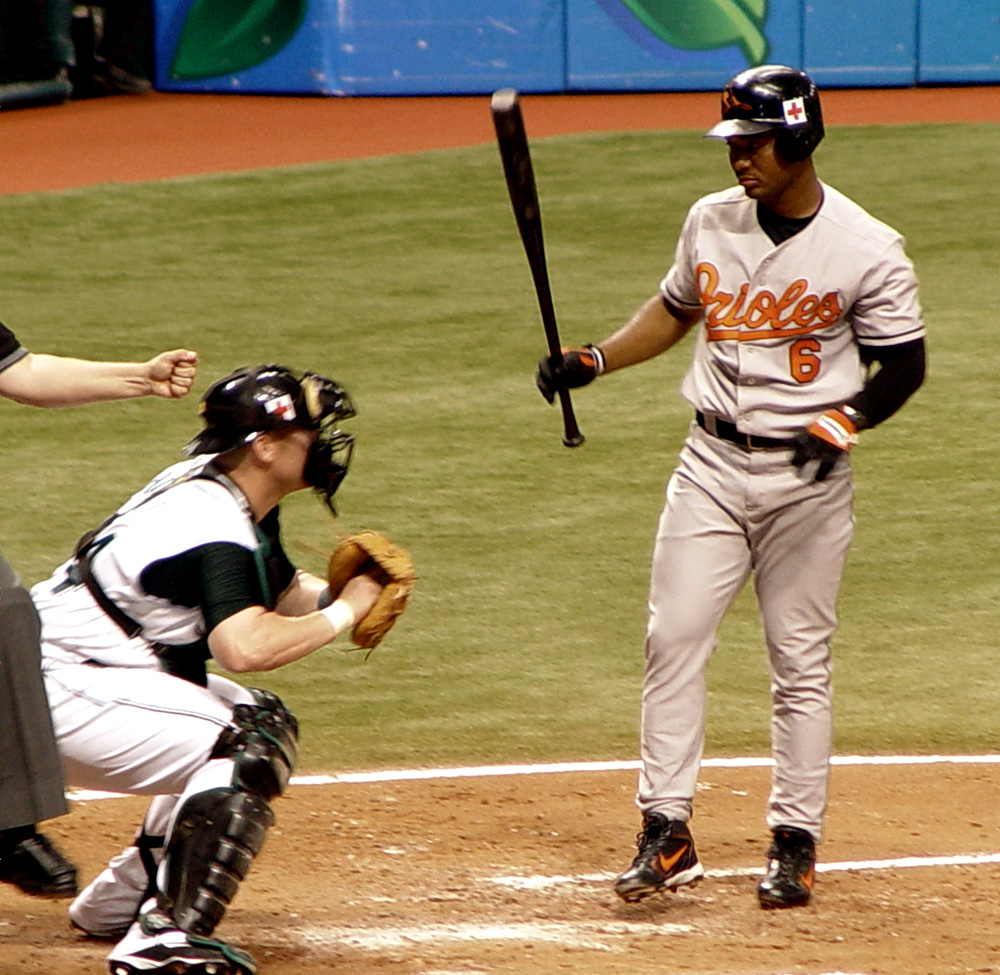
Melvin Mora bateando para los Orioles de Baltimore.

Melvin Mora (Yaracuy, Venezuela, 2 de febrero de 1972) es un exbeisbolista venezolano que se desempeñó como jugador en las Grandes Ligas de Béisbol hasta la temporada 2011, jugando como tercera base de los Arizona Diamondbacks; esto luego de formar parte del roster de los Colorado Rockies durante el año 2010. En Venezuela, militó en los Navegantes del Magallanes, equipo con el que se inició en la Pelota Rentada y donde destacó por su velocidad en las bases, bateo, fildeo espectacular y la capacidad de jugar múltiples posiciones tanto en el infield como en el outfield.
El 29 de diciembre de 2011, anuncia su retiro de la LVBP en rueda de prensa, en acto muy emotivo con el equipo de los Navegantes del Magallanes. Consumió su último turno al bate en el clásico entre Navegantes del Magallanes vs. Leones del Caracas en la parte baja del 8.º inning. Fue out Conectando fly al center. Luego de esto se le dejó fildear en el jardín izquierdo. El propio Endy Chávez le pidió cambiar de posición del jardín izquierdo al jardín central, para que Mora se retirara jugando la posición que tuvo durante 15 temporadas con los Navegantes.
En sus 11 temporadas en la Gran Carpa (incluyendo la temporada del 2009) participó en dos Juegos de Estrellas (2003 y 2005), dejando un promedio de bateo de.278. Cabe destacar que en la temporada del 2004 fue segundo (.340 avg) detrás de Ichiro Suzuki (.372 avg) en el Liderato de Bateo de la Liga Americana.
Actualmente, Mora mantiene una Fundación Civil sin fines de lucro, la cual lleva su nombre y se dedica a donar implementos deportivos a los sectores más necesitados, incluso con el apoyo de Fundadeportes, organismo que depende de la Gobernación del Estado Carabobo.

## Carrera Beisbolística
Mora fue firmado en Venezuela en 1991. Después de militar durante siete (7) años en las Ligas Menores en el sistema de los Astros de Houston y un par de meses en la CPBL's con los Mercuries Tigers, fue firmado como un agente libre por los New York Mets en 1998. Por su habilidad para jugar todas las posiciones de los jardines (outfield), el campocorto (shortstop), la segunda y tercera base, Mora fue pronto considerado un valioso hombre para tener alrededor (en la banca) por los Mets.

## Baltimore Orioles

### 2000–02
Melvin Mora fue cambiado por los Mets a los Orioles de Baltimore el 28 de julio de 2000, con dos jugadores de Ligas Menores y Mike Kinkade por el campocorto (shortstop) Mike Bordick.
Usado como un jugador utilitario en Baltimore, Mora mostró destellos y trazos de habilidad para contribuir como un jugador regular pero falló en establecerse. Las cosas cambiarían cuando un equipo de los Orioles lleno de lesiones usó a Mora casi exclusivamente en el jardín izquierdo (left field), y Mora respondió con uno de los mejores esfuerzos de su carrera. El alcanzó bases durante 32 seguidos, mientras alcanzaba una cadena de 23 juegos conectando de hit, para temporalmente colocarse como el Líder de Bateo de la Liga Americana (American League). Finalmente al brillar como bateador, Mora fue escogido para su primer Juegos de Estrellas. La actuación de Mora en dicha temporada fue truncada debido a lesiones (una magulladura en su muñeca y desgarramiento parcial del ligamento en su pierna izquierda), sin embargo finalizó con un destacable.317 de promedio de bateó, 15 cuadrangulares, y un.418 de porcentaje en base en tan solo 96 juegos.

### 2003–04
La temporada del 2003 probó que podría ser un consistente bateador al nivel de Grandes Ligas. En el 2004, Mora obtuvo la titularidad como tercera base regular de los Orioles y disfrutó de su temporada más productiva en las Mayores.
Participó en la votación a más Valioso ocupando el N° 18 en la votación) con.340 (avg) (su número más alto en su carrera), 27 jonrones, 111 carreras anotadas y 104 impulsadas (su mejor año en el Big Show); liderando a todos los bateadores en porcentaje de embasados (.419); 5.º en promedio de slugging (.562) y (On-base plus slugging/OPS) (.981). Sus 27 home runs y 104 impulsadas fueron así mismo sus números más altos en su carrera, mientras lideraba al equipo en average de bateo, carreras anotadas, porcentaje de embasados, etc. En la tercera base, se solidificó su defensiva siendo cada vez más consistente en el transcurso de la temporada.

### 2005–07
En la 2005, con.283 (avg), de nuevo bateó 27 para la calle (aunque se redujeron su promedio de bateo y porcentaje de embasados), 86 carreras anotadas y 88 impulsadas. El 19 de mayo de 2006, Melvin firmó un acuerdo de tres años, $25 Millones que incluía una cláusula que prohibía cualquier cambio (no-cambio), porque Mora no deseaba mover a su familia a otra ciudad.
Durante la temporada del 2006, el total de cuadrangulares se redujo a 16, y cayó una vez más en el 2007 a 14. Mora así mismo vio su promedio de bateo caer a.274 para ambas temporadas.

### 2008
Melvin fue declarado el Jugador del Mes de agosto del 2008 en la Liga Americana. Durante este lapso de tiempo el conectó para.418 (41-for-98) de promedio de bateó, con 8 home runs y tuvo el liderato en la MLB con 32 carreras impulsadas (RBIs) en 24 juegos.
El acumuló.765 de porcentaje de slugging, con 17 sencillos de extrabases, incluyendo 8 dobles. Mora tuvo 13 juegos de varios sencillos en agosto de 2008 y mantuvo una cadena de hits de durante 8 juegos desde agosto 01 al 10. En agosto 17 en Comerica Park, en su actuación de ese día se fue de 6-5 con dos dobles, 2 home runs, 4 carreras anotadas y 6 carreras impulsadas (RBIs) durante una victoria de 16–8 de los Orioles. En general, Mora tuvo cinco juegos en agosto en los cuales coleccionó cuatro o más carreras impulsadas (RBIs). Melvin se lesionó su ligamento de la corva el 29 de agosto de 2008, perdiendo los juegos finales de tan impresionante despliegue durante ese mes.
Sus números en esta 2008 fueron un respetable.285 de promedio de bateó, 23 home runs, 77 carreras anotadas y 104 impulsadas.

### 2009
El 18 de septiembre de 2009, Brooks Robinson hizo una rara aparición en Camden Yards para honrar a Mora por alcanzar el segundo lugar en juegos jugados en la tercera base por un jugador de los Orioles (detrás solamente del mismo Salón de la Fama Brook mismo). Él presentó a Melvin como la tercera base del juego en que alcanzó dicho segundo lugar.
En el 2009 el lideró todos los tercera bases regulares en las Mayores en factor de alcance, con 3.14.
Los Orioles declinaron la opción de su contrato el 29 de octubre de 2009.

## Colorado Rockies 2010
El 5 de febrero de 2010, los Rockies de Colorado firmaron con Mora un contrato de un año por $1.275 millones.
Tras pasar las últimas nueve temporadas y media con los Orioles de Baltimore y ver a los Yankees de Nueva York y los Medias Rojas de Boston en la lucha anual por los boletos a los playoffs, Mora se quedó con un enorme deseo cuando se convirtió en agente libre.
El representante de Mora, Eric Goldschmidt, dijo que el objetivo primordial del agente libre de 38 años era firmar con un equipo con aspiraciones de postemporada.
"Lo más importante para Melvin, quien tiene 38 años y ha jugado para un equipo con menos de.500 de porcentaje por muchos años, era llegar a la postemporada", señaló Goldschmidt. "A la edad de Melvin y viendo dónde se encuentra su carrera, realmente me hizo concentrarme en los equipos que pensamos que tienen la mejor oportunidad de avanzar a los playoffs".
Mora no ha jugado en postemporada desde que tenía 27 años y fue novato con los Mets de Nueva York en la campaña de 1999. Un año después, fue cambiado a Baltimore donde permaneció durante muchos años.
Al finalizar la temporada del 2010 con los Rockies de Colorado alcanzó los siguientes números en 113 juegos y 316 turnos al bate: 285 de promedio de bateo, 7 cuadrangulares y 45 carreras impulsadas.

## Clásico Mundial de Béisbol
Melvin Mora aceptó representar a su país natal, Venezuela, en el Clásico Mundial de Béisbol 2006, uniéndose a sus compañeros Venezolanos y Jugadores de Grandes Ligas Bobby Abreu, Edgardo Alfonzo, Miguel Cairo, Omar Vizquel, Carlos Guillén, Johan Santana, Freddy García, Carlos Silva, Carlos Zambrano, Víctor Zambrano, Juan Rivera, y Francisco Rodríguez. Más tarde fue sustituido en el equipo por el también tercera base Miguel Cabrera.

## Exaltación al Salón de la Fama de los Orioles de Baltimore
El 20 de abril de 2015, los Orioles de Baltimore anunciaron la elección de Melvin Mora como miembro del Salón de la Fama de la franquicia. La fecha de la ceremonia de exaltación está confirmada para el venidero 14 de agosto.

## Vida personal
El 28 de julio de 2001, la esposa de Mora, Gisel tuvo un parto de quíntuples en el Johns Hopkins Hospital en Baltimore, Maryland. Los bebes, tres niñas y dos niños, fueron llamados Génesis Raquel, Jada Priscilla, Rebekah Alesha, Christian Emmanuel, and Matthew David. Ellos así mismo tenían una hija mayor llamada Tatiana, antes de que los quíntuples vinieran al mundo. La familia reside en Bel Air, Maryland.